# Тримата влъхви
Тримата влъхви (на английски: Three Wise Men или Three Kings в превод – Тримата мъдреци или Тримата царе) е общоприето название в западноевропейската традиция на влъхвите, поднесли даровете си на малкия Иисус Христос на Рождество (виж Поклонението на влъхвите). В Евангелието не се казва нищо повече за тях. Едва през Средновековието възниква традицията с назоваването на техните имена и приписването им на царски сан. Според западноевропейските разбирания влъхвите са трима – Каспар, Мелхиор и Балтазар и имат царски произход. В някои държави като Италия и Германия „Празникът на тримата влъхви“ е неработен ден.
В православието тримата влъхви не се смятат за царе и нямат имена.
В евангелския текст мъдреците идват в Йерусалим от изток, следвайки звезда, оповестяваща раждането на новия юдейски цар. Новината смущава цял Йерусалим, но най-вече Ирод, царя на Юдея. Юдейският владетел повиква източните мъдреци при себе си и им казва да намерят новородения Иисус, за да се поклони и той на новия цар, но всъщност той искал да го убие. Влъхвите продължават радостни следването на звездата и тя ги отвежда във Витлеем, където се намират Младенецът и майка му Мария. Те падат и се покланят на невръстното момче. Принасят му съкровищата си: злато, тамян (ливан) и миро (смирна). Мъдреците не се връщат при Ирод, понеже получават насън откровение. Заминават за страната си по друг път. 
В Евангелието влъхвите са наречени μάγος, което обикновено се превежда като магьосници. Според най-разпространената класическа версия в античните времена така са наричани жреците на зороастризма – религия, която по време на Рождество Христово е била широко разпространена не само в Изтока, но и в самата Римска империя. Съгласно езотерическата традиция тримата влъхви пристигат във Витлеем от земите на презвитер Йоан. Ориентацията им по Витлеемската звезда предполага, че са били астролози.